# جيروم هورويتز
جيروم هورويتز (بالإنجليزية: Jerome Horwitz)‏ هو أستاذ جامعي وكيميائي أمريكي، ولد في 16 يناير 1919 في ديترويت في الولايات المتحدة، وتوفي في 6 سبتمبر 2012 في بلدة بلومفيلد في الولايات المتحدة.